# Liga Profesional de Béisbol de Panamá 2024-25
La Liga Profesional de Béisbol de Panamá 2024-25 se disputó desde el 29 de noviembre de 2024 hasta el 9 de enero de 2025.

## Serie regular
Se disputó del 29 de noviembre de 2024 al 27 de diciembre de 2024.
| Equipo                               | JJ | G  | P  | PCT   | JV |
| ------------------------------------ | -- | -- | -- | ----- | -- |
| Atlánticos de Colón y Bocas del Toro | 21 | 12 | 9  | 0,571 | -  |
| Federales de Chiriquí                | 21 | 12 | 9  | 0,571 | 0  |
| Águilas Metropolitanas               | 21 | 9  | 12 | 0,429 | 3  |
| Nacionales de Panamá                 | 21 | 9  | 12 | 0,429 | 3  |

|  |                                  |
|  | Clasificado a la Serie Final     |
|  | Clasificado a la Serie Semifinal |
|  | Eliminado en Serie Regular       |

## Play-offs
Inicialmente se tenía planeado que se disputara del 24 de diciembre de 2024 al 8 de enero del 2025. Pero por inclemencias del clima se terminó jugando del 2 al 9 de enero del 2025. El líder de la serie regular, los Atlánticos de Colón y Bocas del Toro, clasificaron directamente a la serie final mientras el segundo y tercer lugar clasificaron a la serie semifinal al mejor de tres partidos.
|  | Serie Semifinal | Serie Semifinal        | Serie Semifinal        |                                      |   | Serie Final | Serie Final | Serie Final |  |
|  |                 |                        |                        |                                      |   |             |             |             |  |
|  |                 |                        |                        |                                      |   |             |             |             |  |
|  |                 |                        |                        |                                      |   |             |             |             |  |
|  |                 |                        |                        |                                      |   |             |             |             |  |
|  |                 |                        |                        |                                      |   |             |             |             |  |
|  |                 | 3                      | Águilas Metropolitanas | 3                                    |   |             |             |             |  |
|  |                 |                        |                        | 3                                    |   |             |             |             |  |
|  |                 |                        | 1                      | Atlánticos de Colón y Bocas del Toro | 2 |             |             |             |  |
|  | 2               | Federales de Chiriquí  | 1                      | Atlánticos de Colón y Bocas del Toro | 2 | 1           |             |             |  |
|  | 2               | Federales de Chiriquí  |                        |                                      |   | 1           |             |             |  |
|  | 3               | Águilas Metropolitanas | 2                      |                                      |   |             |             |             |  |
|  | 3               | Águilas Metropolitanas | 2                      |                                      |   |             |             |             |  |
|  |                 |                        |                        |                                      |   |             |             |             |  |